# 肖恩·帕夫拉姆
肖恩·帕夫拉姆（英語：Shawn Pyfrom，1986年8月16日—）是美國的一位演員。他出演過眾多電視劇和電影，其中主要作品有絕望主婦。他出生在佛羅里達坦帕，在7歲時隨父母移居加利福尼亞。

## 外部連結
- 肖恩·帕夫拉姆在互联网电影资料库（IMDb）上的資料（英文）
- TVNZ biography of Shawn （页面存档备份，存于）